# Lennart Back
Lennart Back   (Färgelanda Municipality, 28 de maig de 1933 - 1 d'agost de 2022) fou un atleta suec, especialista en marxa atlètica, que va competir durant les dècades de 1950 i 1960.
El 1960 va prendre part en els Jocs Olímpics d'Estiu de Roma, on fou sisè en els 20 quilòmetres marxa del programa d'atletisme.
En el seu palmarès destaca una medalla de bronze en els 20 quilòmetres marxa del Campionat d'Europa d'atletisme de 1958, rere Stan Vickers i Leonid Spirin. El 1961 guanyà la medalla de plata a la Copa del Món de marxa atlètica. Va ser campió de Suècia dels 10 quilòmetres marxa el 1960 i dels 20 quilòmetres el 1961, 1962, 1963 i 1965.

## Millors marques
- 20 quilòmetres marxa. 1h 31' 13" (1962)[6]